# Kim Thái Tổ
Kim Thái Tổ (chữ Hán: 金太祖, 1 tháng 8 năm 1068 – 19 tháng 9 năm 1123) là miếu hiệu của vị hoàng đế khai quốc của nhà Kim trong lịch sử Trung Hoa, trị vì từ ngày 28 tháng 1 năm 1115 cho đến ngày 19 tháng 9 năm 1123. Tên thật của ông là Hoàn Nhan A Cốt Đả (chữ Hán: 完顏阿骨打, bính âm: Wanyan Aguda), có tên Hán là Hoàn Nhan Mân (完顏旻). Ông là người sáng lập và là vị hoàng đế đầu tiên của triều đại nhà Kim trong lịch sử Trung Quốc.

## Tiểu sử
Hoàn Nhan A Cốt Đả xuất thân trong một gia đình quý tộc của tộc Nữ Chân, cháu của Hoàn Nhan Ô Cốt Nãi (完顏烏骨迺), tù trưởng bộ lạc Hoàn Nhan của người Nữ Chân vùng Hổ Thủy, con trai thứ hai của Hoàn Nhan Hặc Lý Bát (完顏劾里鉢), em trai của Hoàn Nhan Ô Nhã Thúc (完顏烏雅束). Do ảnh hưởng của những cuộc chiến tranh bộ lạc liên miên nên ngay từ nhỏ đã hình thành trong ông tinh thần thượng võ, hơn nữa ông còn nổi tiếng là một xạ thủ cừ khôi. Thời thanh niên, A Cốt Đả bắt đầu theo cha và các anh em đi chinh chiến khắp nơi, ông chiến đấu anh dũng, quả cảm, dốc lòng cho sự nghiệp thống nhất các bộ lạc Nữ Chân. Năm Càn Thống thứ chín (1109), lúc cao điểm của nạn đói hoành hành khắp nơi, A Cốt Đả đã giúp huynh trưởng là Ô Nhã Thúc thuần phục các chiến binh bị nạn đói của các bộ lạc khác để gia tăng thực lực cho bộ lạc mình. Năm Thiên Khánh thứ hai (1112), khi Thiên Tộ Đế tuần du đến Xuân Châu tụ hội cùng với tù trưởng các tộc Nữ Chân đã cư xử bất kính với A Cốt Đả và các tù trưởng khác, khiến họ vô cùng bất mãn, trong lòng nảy sinh ý định phản kháng triều Liêu.
Tháng 9 năm 1112, Hoàn Nhan A Cốt Đả không còn phụng chiếu, đồng thời bắt đầu dụng binh với các bộ lạc Nữ Chân không phục tùng.
Tháng 10 năm Thiên Khánh thứ ba (1113), huynh trưởng Ô Nhã Thúc bệnh chết, A Cốt Đả chính thức kế vị lãnh tụ liên minh các bộ lạc Nữ Chân với tên gọi Đô bột cực liệt. Ông cho xây dựng thành lũy, chuẩn bị vũ khí, huấn luyện binh mã, chờ đợi thời cơ tiến đánh nước Liêu.
Năm Thiên Khánh thứ tư (1114), A Cốt Đả nhận thấy thời cơ đã đến, trước tiên ông dẫn quân tiêu diệt và sáp nhập vương quốc Ô Nha (hậu duệ của vương quốc Bột Hải) tại thành Ô Xá (nay là Ninh An, Hắc Long Giang, Trung Quốc) vào tộc Nữ Chân của mình.
Những người tị nạn Bột Hải vẫn giữ được văn hóa và bản sắc của họ ngay cả dưới sự cai trị khắc nghiệt của nhà Liêu. Kể từ khi thủ lĩnh bộ tộc Nữ Chân (những người là hậu duệ của người Mạt Hạt từng nắm 1 phần quyền lực của Bột Hải, họ đồng thời là tiền thân của nhà Kim và nhà Thanh) là Hoàn Nhan A Cốt Đả lãnh đạo một cuộc nổi dậy chống lại nhà Liêu vào năm 1114, những người tị nạn Bột Hải với con số khổng lồ đã tham gia chiến tranh để tránh bị đánh thuế khắc nghiệt và xóa sổ văn hóa, giúp đỡ người Nữ Chân chống Liêu một cách tích cực. Người Nữ Chân tuyên bố nguồn gốc chung của người Bột Hải và Nữ Chân là từ bảy bộ lạc vật cát (勿吉), và tuyên bố: "Nữ Chân và Bột Hải là cùng một gia đình".
Sau đó Hoàn Nhan A Cốt Đả thống lĩnh toàn quân 2500 người trong tộc kéo đến đánh phá châu Ninh Giang của Liêu. Tướng Liêu là Tiêu Tự Tiên tức tốc dẫn 7000 tinh binh tập kết tại Xuất Hà Điếm nhằm ngăn chặn quân Nữ Chân, A Cốt Đả nhân lúc trời tối đã dẫn 3700 quân lén vượt sông Hỗn Đồng tập kích bất ngờ quân doanh của Liêu, khiến quân Liêu hoảng hốt tháo chạy tán loạn. Quân Nữ Chân thừa thắng truy kích, binh lực phát triển tới một vạn người, lãnh thổ được mở rộng đáng kể.
Liêu Thiên Tộ Đế ban đầu không xem Hoàn Nhan A Cốt Đả là một mối đe dọa nghiêm trọng, song các đội quân mà ông ta phái đi trấn áp Hoàn Nhan A Cốt Đả đều chiến bại.
Những hậu duệ của người Bột Hải đã lợi dụng cuộc chiến tranh giữa người Nữ Chân và nhà Liêu đang diễn ra ác liệt thì cũng nổi dậy chống lại nhà Liêu trong năm 1114. Họ đã đánh bại quân Liêu hai lần trước khi bị quân Liêu của vua Liêu Thiên Tộ Đế tiêu diệt.
Đầu năm 1115, để giải quyết uy hiếp từ tộc Nữ Chân, Liêu Thiên Tộ Đế hạ lệnh thân chinh, tuy nhiên quân Liêu bị quân Nữ Chân của Hoàn Nhan A Cốt Đả đánh bại ở khắp nơi.
Đầu tháng Giêng âm lịch năm Thiên Khánh thứ năm (28 tháng 1 năm 1115) Hoàn Nhan A Cốt Đả chính thức lên ngôi hoàng đế ở Hội Ninh, định quốc hiệu là "Đại Kim", đặt niên hiệu Thu Quốc, đổi tên Hoàn Nhan Mân. Tháng 9 cùng năm, ông đem quân tiến đánh trọng trấn của triều Liêu ở vùng đông bắc là Hoàng Long phủ. Liêu Thiên Tộ Đế phái hơn hai mươi vạn kỵ binh và bộ binh đến phòng thủ đông bắc, bị quân Kim đánh cho đại bại, mất sạch cả vũ khí và đồ quân dụng. Sau đại thắng, A Cốt Đả mới mở hội nghị quân sự, đề xuất lấy Ngũ Kinh của Liêu làm mục tiêu, phân binh làm hai lộ triển khai chiến tranh Kim diệt Liêu. Đến lúc này, Liêu Thiên Tộ Đế mới xem trọng sự việc, đồng thời hạ lệnh thân chinh, song quân Liêu bị quân Kim đánh bại, còn nội bộ triều Liêu lại xảy ra việc Gia Luật Chương Nô và Cao Vĩnh Xương làm phản.
Gia Luật Chương Nô đã nổi loạn tại Thượng Kinh của Liêu, mặc dù nhanh chóng bị bình định, song gây ra chia rẽ trong nội bộ Liêu.

Đại Nguyên Quốc (hay còn gọi là Đại Bột Hải Đế Quốc) (tháng 1 năm 1116 - tháng 5 năm 1116)

Tháng 1 năm Liêu Thiên Khánh thứ 6 (1116), tại Đông Kinh (nay là Liêu Dương, Liêu Ninh, Trung Quốc), nguyên là vùng đất thuộc vương quốc Bột Hải khi xưa, người Bột Hải tiến hành phản kháng lại sự cai trị của nhà Liêu (đời vua Liêu Thiên Tộ Đế). Họ lên kế hoạch khởi sự giết chết hai viên quan người Liêu cai quản Đông Kinh.
Nhân dịp Đông Kinh được gia cố phòng thủ, một tướng Liêu gốc Bột Hải là Cao Vĩnh Xương (고영창, 高永昌) đã thừa cơ dẫn theo 3000 người Bột Hải chống lại nhà Liêu. Quân Bột Hải do Cao Vĩnh Xương chỉ huy đã đánh đuổi được hai quan viên người Liêu ở Đông Kinh là Đại Công Định và Cao Thanh Minh và chiếm thành Đông Kinh. Cao Vĩnh Xương tự mình lên ngôi hoàng đế, xưng là Đại Bột Hải Hoàng đế, lập quốc hiệu Đại Nguyên Quốc (大元國), còn gọi là Đại Bột Hải Đế Quốc (大渤海帝國), chọn niên hiệu là Long Cơ, định đô tại thành Đông Kinh (nay là Liêu Dương, Liêu Ninh, Trung Quốc). Sau đó Long Cơ hoàng đế Cao Vĩnh Xương dẫn quân Bột Hải đi công chiếm 50 châu còn lại của Đông Kinh đạo từ nhà Liêu. Toàn bộ bán đảo Liêu Đông đã rơi vào tay của Long Cơ hoàng đế Cao Vĩnh Xương.
Vua Liêu Thiên Tộ Đế phái hai gia nô là Tiêu Hàn và Trương Lâm (cả hai đều là hậu duệ của vương quốc Bột Hải) chỉ huy quân Liêu đi chinh phạt Đại Nguyên Quốc của Cao Vĩnh Xương. Long Cơ hoàng đế Cao Vĩnh Xương hướng lên phía bắc cầu viện nhà Kim (đời vua Hoàn Nhan A Cốt Đả). Hoàn Nhan A Cốt Đả đã cho quân Kim tăng viện cho Long Cơ hoàng đế Cao Vĩnh Xương và chiếm lĩnh địa khu Đông Kinh. Quân Kim thừa cơ đi vòng ra sau lưu công kích quân Liêu. Quân Liêu đại bại.
Sau đó, vào tháng 4 năm 1116, Hoàn Nhan A Cốt Đả lệnh cho Long Cơ hoàng đế Cao Vĩnh Xương phải từ bỏ đế hiệu và trở thành chư hầu cho nhà Kim. Song Long Cơ hoàng đế Cao Vĩnh Xương đã không nghe theo. Hoàn Nhan A Cốt Đả liền thừa thắng dẫn quân Kim tấn công vào Đại Nguyên Quốc (còn gọi là Đại Bột Hải Đế Quốc) của Long Cơ hoàng đế Cao Vĩnh Xương. Quân Kim nhanh chóng đánh bại quân Đại Nguyên Quốc, chiếm 50 châu của Đại Nguyên Quốc ở bán đảo Liêu Đông. Quân Kim sau đó còn đánh bại Long Cơ hoàng đế Cao Vĩnh Xương và quân Bột Hải thêm 1 trận lớn nữa.
Đến tháng 5 năm Thu Quốc thứ hai 1116, quân Đông lộ của nhà Kim đã lợi dụng đêm tối mà đánh chiếm kinh thành Đông Kinh (nay là Liêu Dương, Liêu Ninh, Trung Quốc) của Long Cơ hoàng đế Cao Vĩnh Xương. Long Cơ hoàng đế Cao Vĩnh Xương bị chém đầu trong tháng 5 năm 1116. Kể từ đó, Đông Kinh đạo với 50 châu của Đại Nguyên Quốc (Đại Bột Hải Đế Quốc), hay là của nhà Liêu trước đó, đã trở thành đất của nhà Kim. Cũng kể từ đó, một loạt phong trào phục quốc Bột Hải đã kết thúc trong thất bại.
Sau đó quân Đông lộ của nhà Kim đánh chiếm Thẩm Châu của nhà Liêu. Năm 1117, quân Kim đánh Xuân châu, quân Liêu không chiến tự bại. Trong lúc đang diễn ra chiến sự, Bắc Tống (đời vua Tống Huy Tông) liên tục phái các sứ giả Mã Chính, Triệu Lương Tự đến, cùng Kim định Hải thượng chi minh (Minh ước trên biển), liên hiệp tiến công Liêu.
Sự khác biệt giữa các cuộc nổi dậy của người Bột Hải và người Nữ Chân không phải lúc nào cũng được xác định rõ ràng bởi nhà Liêu. Trong văn bia năm 1117 về một tướng lĩnh nhà Liêu đã chết khi chiến đấu chống lại người Nữ Chân vào năm 1114 có đề cập rằng người Bột Hải và người Nữ Chân có mối liên hệ với nhau và được xếp vào cùng một loại người.
Năm Thiên Phụ thứ ba (1119), Liêu Thiên Tộ Đế đành phải sách phong Hoàn Nhan Mân (Hoàn Nhan A Cốt Đả) là Hoàng đế Đông Hoài quốc nhằm xoa dịu người Kim, nhưng văn bản trong sắc phong không gọi Hoàn Nhan Mân là huynh trưởng, quốc hiệu không phải là Đại Kim, do vậy ông không tiếp thụ sắc phong mà tiếp tục tiến đánh nước Liêu.
Đến năm Thiên Phụ thứ tư (1120) quân Tây lộ đánh chiếm Thượng Kinh Lâm Hoàng phủ, tướng Liêu trấn thủ là Tiêu Thát Bất Dã đầu hàng, quốc lực dần suy yếu. Đến năm 1121, nhà Liêu đã để mất một nửa lãnh thổ vào tay nhà Kim. Do vấn đề kế thừa hoàng vị, nội bộ Liêu lại phát sinh nội loạn, cuối cùng kết thúc với việc Liêu Thiên Tộ Đế giết con cả của mình là Gia Luật Ngao Lỗ Oát, song chỉ khiến cho thêm nhiều binh sĩ nhà Liêu đầu hàng nhà Kim.
Tháng 1 năm Thiên Phụ thứ sáu (1122), quân Đông lộ đánh hạ Trung Kinh Đại Định phủ, Thiên Tộ Đế chạy đến sa mạc Gobi. Đồng thời, quân Tây lộ cũng đánh hạ Tây Kinh Đại Đồng phủ, Gia Luật Đại Thạch và Lý Xử Ôn không biết tung tích của Liêu Thiên Tộ Đế nên họ lập Gia Luật Thuần làm vua ở Nam Kinh Tích Tân phủ, sử gọi là Liêu Tuyên Tông, lập ra chính quyền Bắc Liêu.
Bắc Tống phái Đồng Quán cùng những người khác nhiều lần đem quân bắc phạt Liêu, song đều bị quân Liêu đánh tan. Vua Liêu Tuyên Tông giáng Liêu Thiên Tộ Đế làm Tương Âm vương, đồng thời sai đại sứ dâng biểu cho nhà Kim xin làm phụ dung. Tuy nhiên sự chưa thành thì ông ta đã bệnh mất, vợ là Liêu Đức phi xưng chế. Đến lúc này, cha con Lý Xử Ôn nhận thấy tương lai không sáng sủa, họ trù tính tư thông với Đồng Quán của Bắc Tống, muốn đoạt lấy lãnh thổ đang do Liêu Đức phi nắm giữ rồi dâng cho Tống; hướng bắc tư thông với người Kim, tự nhận làm nội ứng; về sau bị phát hiện và ban chết. Tháng 11 năm đó, Liêu Đức phi năm lần dâng biểu cho nhà Kim, nói rằng chỉ cần cho phép lập Gia Luật Định làm Liêu đế thì điều kiện gì cũng đáp ứng. Người Kim không đồng ý, Liêu Đức phi chỉ còn cách phái binh tử thủ Cư Dung quan, song Cư Dung quan thất thủ vào tháng 11.
Bắc Tống cuối cùng phải thỉnh quân Kim đánh hạ Nam Kinh của Liêu, Bắc Liêu mất, đến lúc này Ngũ Kinh của Liêu đều bị Kim đánh hạ. Liêu Đức phi cùng các quan viên người Liêu đến nương nhờ ở chỗ Liêu Thiên Tộ Đế, song bà ta đã bị Liêu Thiên Tộ Đế giết chết. Tống và Kim trải qua hiệp thương, kết quả là quân Kim sẽ trao cho Tống một bộ phận thành thị của Yên Vân thập lục châu, đồng thời thu được tuế tệ, song cuối cùng Bắc Tống chỉ thu được các tòa thành trống không sau khi chúng bị quân Kim cướp phá tan tành.
Tháng 1 năm 1123, người Khố Mạc Hề (Kumo Xi) là Hồi Ly Bảo (Tiêu Cán) tự lập làm vua, lấy hiệu là Hề Quốc hoàng đế, đến tháng 8 cùng năm thì bị quân Liêu bình định.
Tháng 8 năm Thiên Phụ thứ bảy (1123), Hoàn Nhan A Cốt Đả qua đời khi đang trên đường trở về Kim Thượng Kinh, tại vị được 9 năm, hưởng thọ 56 tuổi. Hoàng đệ là Hoàn Nhan Ngô Khất Mãi kế vị, tức Kim Thái Tông. Sau khi ông mất, vào tháng 6 năm Thiên Hội thứ ba (1125), triều đình đặt thụy hiệu là Đại Thánh hoàng đế (大圣皇帝), tháng 12 cùng năm đổi là Đại Thánh Vũ Nguyên hoàng đế (大圣武元皇帝), miếu hiệu Thái Tổ. Tháng 10 năm Hoàng Thống thứ năm (1145), gia thụy là Ứng Càn Hưng Vận Chiêu Đức Định Công Nhân Minh Trang Hiếu Đại Thánh Vũ Nguyên hoàng đế (应乾兴运昭德定功仁明庄孝大圣武元皇帝). Thi hài của A Cốt Đả được chôn tại Duệ Lăng ở Đại Phòng Sơn bên ngoài Trung Đô ngày nay thuộc thủ đô Bắc Kinh của nước Cộng hòa Nhân dân Trung Hoa.
Ngày 5 tháng 9 năm 2003, Cục Di sản Văn hóa Chính phủ Nhân dân Bắc Kinh đã phát biểu: vào năm 1980 tại khu lăng mộ nhà Kim trong núi Long Sơn ở vùng ngoại thành phía tây nam Bắc Kinh, chứng thực rằng đây chính là quan tài bằng đá chứa hài cốt và đồ trang sức của Hoàn Nhan A Cốt Đả.

## Đối ngoại

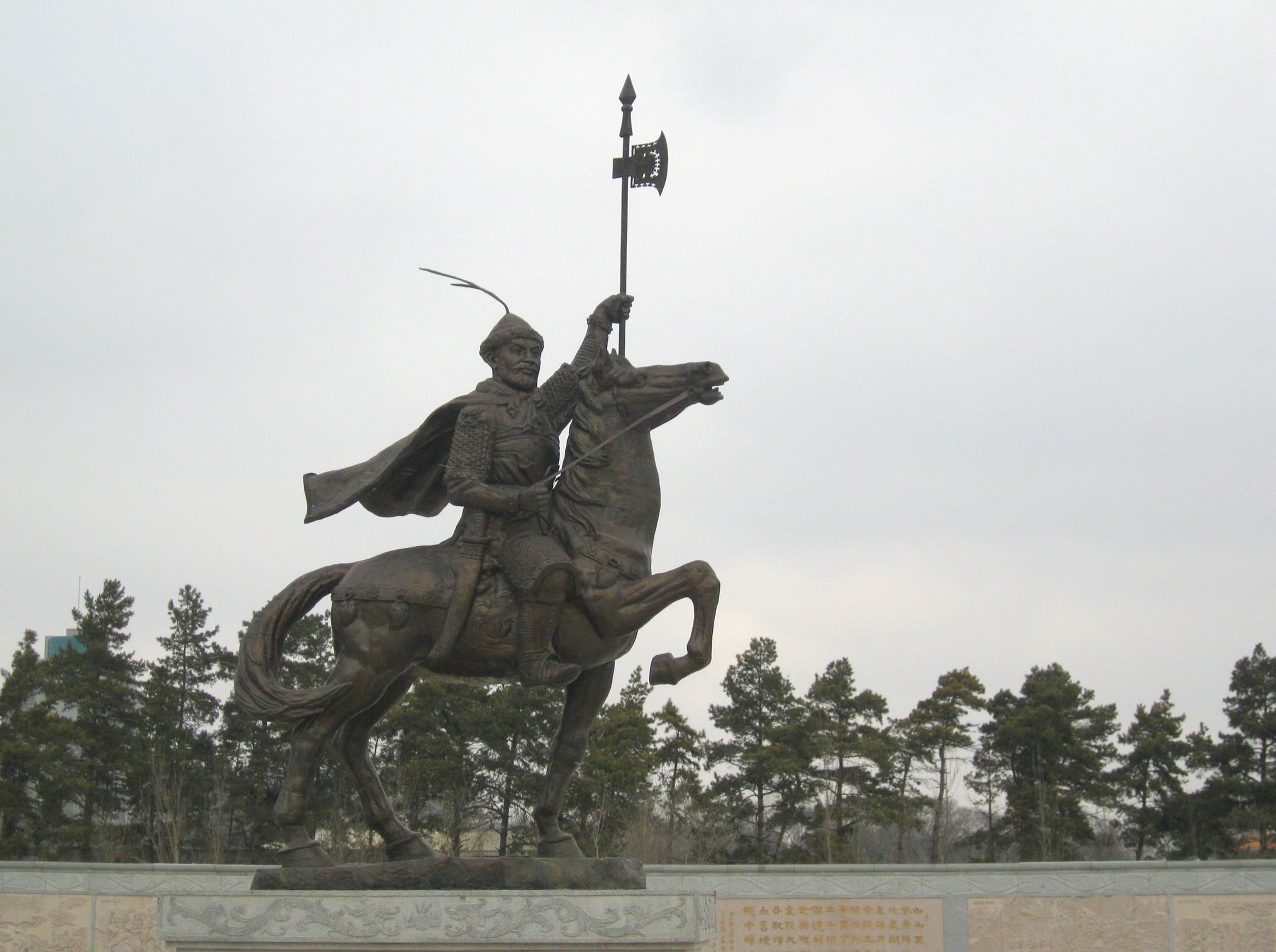
Tượng Hoàn Nhan A Cốt Đả tại quảng trường Bảo tàng Lịch sử Kim Thượng Kinh.

Ngoài tài lãnh đạo quân sự phi phàm, A Cốt Đả còn là người có con mắt nhìn xa trông rộng trong lĩnh vực chính trị. Song song với chiến tranh chống Liêu, ông đã duy trì mối quan hệ tốt đẹp với các nước láng giềng nhằm ổn định thế cục trong nước và cũng là để tránh sự quấy rối từ bên ngoài, từ đó tập trung sức mạnh đánh Liêu. A Cốt Đả đã thực thi một loạt chính sách chính trị với trọng tâm "lấy dân làm gốc", do đó đã thu được hiệu quả rõ rệt.
Đối với các bộ tộc bị áp bức bóc lột và dân lành Khiết Đan, A Cốt Đả đã chọn chính sách "vỗ về", hơn nữa khích lệ họ yên tâm sản xuất, còn đối với tầng lớp quý tộc Khiết Đan, ông quán triệt chính sách "kháng cự sẽ tiêu diệt, quy phục hưởng khoan hồng". Những người không chống đối, A Cốt Đả đều miễn tội, cho họ giữ nguyên chức vụ cũ. Với những người Hán theo Liêu thì ông lại chọn chính sách thu nạp nhân tài, chọn ra những địa chủ tài giỏi và phần tử tri thức người Hán để tham gia công cuộc xây dựng chính quyền nước Kim. Đối với các nước láng giềng, A Cốt Đả đã thiết lập quan hệ tốt đẹp với Cao Ly, Tây Hạ, Bắc Tống. Những chính sách được áp dụng ngay từ sau khi lập quốc đã giúp nước Kim củng cố chính quyền và chờ thời cơ tiêu diệt triều Liêu.
A Cốt Đả tuy rất căm hận triều Liêu, nhưng đối với Nhà Tống lại có mối quan hệ tốt đẹp, lúc kiến quốc ban đầu từng có hữu ý liên hợp với Tống, chỉ tới các đời đế vương nhà Kim sau này mới đối địch với triều Tống. Theo quyển Tĩnh Khang bại sử tiên chứng ghi chép thì người con thứ hai của ông là Hoàn Nhan Tông Vọng từng nói rằng: "Thái Tổ cấm ta phạt Tống, lời nói vẫn còn bên tai". Nhà Tống theo như minh ước chỉ đòi lại vùng Yên Kinh với Tây Kinh, đại thần nước Kim là Tả Xí Cung (thời Trương Giác chống Kim bị giết) đã khuyên A Cốt Đả không nên trao trả Yên Vân thập lục châu nhưng ông vẫn làm đúng theo điều ước trả lại Yên Kinh, Trác Châu, Dịch Châu, Đàn Châu, Thuận Châu, Cảnh Châu, Kế Châu trong Yên Vân thập lục châu. Trong số đó có Cảnh Châu tuy nằm bên trong Trường Thành nhưng không thuộc mười sáu châu Yên Vân mà Thạch Kính Đường đã cắt nhường cho Liêu. Dịch Châu vào năm Thống Hòa thứ bảy nhà Liêu (989) đoạt từ bên Tống, cũng không được tính là một trong mười sáu châu. Hai châu Mạc, Doanh thì sớm được thu hồi và là trị sở phủ Hà Gian của Bắc Tống. Như vậy là bảy châu nằm trong Thái Hành Sơn thuộc tỉnh Hà Bắc, Sơn Tây gồm Yên, Trác, Đàn, Thuận, Kế, Mạc, Doanh đều được trả lại cho Tống triều. Chỉ trừ chín châu ngoài Thái Hành Sơn là Nho, Quy, Vũ, Tân, Úy, Ứng, Hoàn, Sóc, Vân còn đang bị hai nước Liêu Kim tranh đoạt nên Kim Thái Tổ không thể trao trả được.

## Đối nội
Sau khi xưng đế, Hoàn Nhan A Cốt Đả bắt đầu xây dựng chính quyền quý tộc chủ nô triều Kim. Ông tích cực cải cách tệ nạn xấu trong xã hội, đồng thời phát triển kinh tế dựa trên nền tảng "nông nghiệp là gốc", khiến quyền lực ngày một củng cố. Để thiết lập quan hệ chiếm hữu nô lệ mới, trước tiên A Cốt Đả đã xác lập hoàng quyền, xây dựng nên cơ cấu quyền lực tối cao trong giai cấp thống trị trung ương, gọi là chế độ Bột cực liệt; thay đổi quân sự từ thời kỳ thị tộc nguyên thủy thành tổ chức hành chính địa phương, tăng cường mạnh mẽ tính năng động và tổ chức kỷ luật trong quân đội. Kế đến A Cốt Đả chú trọng tới luật pháp, ban hành pháp chế mới, quy định kẻ phạm tội không phân biệt sang hèn đều sẽ bị xử phạt như nhau; thực thi phạt tội và chuộc tội song song; từ bỏ tập tục nguyên thủy, nghiêm cấm kết hôn cùng họ.
Cuối cùng là phát triển sự nghiệp văn hóa. A Cốt Đả ra chiếu lệnh sáng tạo chữ viết của người Nữ Chân và ban hành toàn quốc, lịch sử gọi là "Nữ Chân đại tự"; học văn hóa tiên tiến của dân tộc Hán, coi trọng phần tử tri thức; chú trọng sưu tập các loại sách vở. Là lãnh đạo của một dân tộc du mục, liên tục bận rộn chinh chiến, song ông không hề lơ là việc phát triển kinh tế, đóng góp rất nhiều công sức cho công cuộc phát triển khu vực đông bắc và sự tiến bộ xã hội của dân tộc Nữ Chân.
Trong chiến tranh chống Liêu, A Cốt Đả cấm binh sĩ cướp bóc của dân chúng, giảm bớt thuế cho họ, từ đó được dân chúng yêu mến. Vào lúc này, A Cốt Đả một mặt thực thi chính sách "di dân thực nội", tức là đưa một bộ phận người Hán, người Khiết Đan vào đất nước mình để làm dồi dào lực lượng, lấy đó phát triển nông nghiệp; mặt khác chuyển một bộ phận người Nữ Chân trong nước ra phía ngoài nhằm mở rộng diện tích đất canh tác. Để bảo đảm thu thuế đầy đủ và binh lực dồi dào, A Cốt Đả đã thực thi rất nhiều biện pháp, hạn chế phát triển chế độ nô lệ, nghiêm cấm biến dân thường thành nô lệ.

## Gia đình
- Thánh Mục hoàng hậu Đường Quát thị (聖穆皇后唐括氏).
  - Con trai thứ 5, nhưng là dòng đích nên coi là con trưởng: Hoàn Nhan Tông Tuấn (完顏宗峻), tên Nữ Chân là Thằng Quả, về sau được con trai là Kim Hi Tông Hoàn Nhan Hợp Lạt tôn miếu hiệu là Huy Tông.
  - Con trai thứ 7: Phong vương Hoàn Nhan Tông Triều (完顏宗朝), tên Nữ Chân là Ô Liệt (hay Liệt Bồ Dương Hổ)[29].
  - Triệu vương Hoàn Nhan Tông Kiệt (完顏宗傑), tên Nữ Chân là Một Lý Dã.
- Quang Ý hoàng hậu Bùi Mãn thị (光懿皇后裴滿氏).
  - Con trai lớn, nhưng không là dòng đích nên không coi là con trưởng: Liêu vương Hoàn Nhan Tông Cán (完顏宗幹), tên Nữ Chân là Oát Bản. Thời Kim Hải Lăng Vương (con trai thứ hai của ông này) trị vì được truy tôn làm Kim Đức Tông, đến thời Kim Thế Tông bị giáng làm Liêu vương.
- Khâm Hiến hoàng hậu Hột Thạch Liệt thị (欽憲皇后紇石烈氏).
  - Con trai thứ 2: Tống vương Hoàn Nhan Tông Vọng (完顏宗望), tên Nữ Chân là Oát Li Bất.
  - Con trai thứ 6[30]: Trần vương Hoàn Nhan Tông Tuyển (完顏宗雋), tên Nữ Chân là Ngoa Lỗ Quan.
  - Thẩm vương Hoàn Nhan Ngoa Lỗ (完顏訛魯).
- Tuyên Hiến hoàng hậu Phó Tán thị (宣獻皇后僕散氏).
  - Con trai thứ 3: Kim Duệ Tông Hoàn Nhan Tông Nghiêu (完顏宗堯), tên Nữ Chân là Ngoa Lý Đóa. Con trai ông này là Kim Thế Tông.
  - Bân vương Hoàn Nhan Ngoa Lỗ Đóa (完顏訛魯朵).
- Ô Cổ Luận Nguyên phi (烏古論元妃).
  - Con trai thứ 4: Lương vương Hoàn Nhan Tông Bật (完顏宗弼), tên Nữ Chân là Ngột Truật.
  - Con trai thứ 8[31]: Vệ vương Hoàn Nhan Tông Cường (完顏宗強), tên Nữ Chân là A Lỗ.
  - Con trai thứ 9[31]: Thục vương Hoàn Nhan Tông Mẫn (完顏宗敏), tên Nữ Chân là A Lỗ Bổ.
- Tiêu Sùng phi (蕭崇妃).
  - Kỷ vương Hoàn Nhan Tập Nê Liệt (完顏習泥烈).
  - Tức vương Hoàn Nhan Ninh Cát (完顏寧吉).
  - Cử vương Hoàn Nhan Yến Tôn (完顏燕孫).
- Nương tử Độc Nô Khả (娘子獨奴可).
  - Nghiệp vương Hoàn Nhan Oát Hốt (完顏斡忽).

Con gái
- Trưởng công chúa Hoàn Nhan Ngột Lỗ (完颜兀鲁), gả cho Đồ Đan Cung.
- Tất Quốc công chúa, gả cho Ô Cổ Luận Ngoa Luận.
- Vợ của Bồ Sát Thạch Gia Nô (Bồ Sát Thạch Gia Nô là cháu của Bồ Sát Hộc Lỗ Đoản, cháu ngoại Hặc Lý Bát và A Cốt Đả).

## Trong văn học
Hoàn Nhan A Cốt Đả là một nhân vật trong tác phẩm Thiên Long Bát Bộ của nhà văn Kim Dung, trong tiểu thuyết này, ông xuất hiện và gặp gỡ với Kiều Phong khi đang đánh hổ, sau đó ông dẫn Kiều Phong về bộ tộc của mình, cho ở nhờ để chữa trị bệnh tình cho A Tử, em gái A Châu (người yêu của Kiều Phong). Ông còn là một nhân vật trong tiểu thuyết kiếm hiệp Tứ đại danh bổ của nhà văn Ôn Thụy An, trong tiểu thuyết này ông là vua nước Kim có dã tâm xâm lược Nam Tống.